# Vivolta
Vivolta est une ancienne chaîne de télévision à péage française lancée le 10 décembre 2007 et ayant cessé d'émettre le 31 décembre 2018 pour des problèmes financiers. Elle est principalement consacrée à l'art de vivre.

## Historique
Créée par Philippe Gildas et Gaspard de Chavagnac, la chaîne est éditée par la société Télévista. Initialement baptisée Vista, la chaîne a dû changer de nom avant même son lancement, en raison d'un conflit de marque déposée avec le géant Microsoft pour son logiciel Windows Vista. 
Lors de son lancement, Vivolta vise le segment du public senior (50 à 65 ans), jugé plus téléphile que les autres tranches d'âge. Face au peu d'audience, la programmation est entièrement revue pour s'orienter depuis avril 2010, vers un public plus jeune et plus féminin.
En mars 2012, Discovery Networks International France prend une participation de 20 % dans le capital de Télévista pour accompagner cette dernière dans sa candidature à l'obtention d'une fréquence TNT sous le projet Via et dans le renforcement de la chaîne Vivolta,.

### Identité visuelle (logo)
Vivolta exploitait une nouvelle identité et une charte graphique spécifique depuis septembre 2010.

Logo de Vivolta du 10 décembre 2007 à septembre 2010.
Logo de Vivolta de septembre 2010 au 31 décembre 2018.

## Programmes
Vivolta se présentait comme « la chaîne de l'art de vivre féminin au quotidien »,  depuis 2010 la société Télévista est devenue bénéficiaire, trois ans après son lancement.
Sa programmation traitait de 2010 à 2012 de questions pratiques et quotidiennes sur la famille, le couple, le bien-être, la psychologie, la maison, la cuisine, etc. Son cœur de cible vise les femmes de 25 à 49 ans. Depuis septembre 2012, Vivolta a fait évoluer sa programmation vers des programmes de divertissements lifestyle.
Conformément à la thématique « art de vivre », Vivolta traitait de sujets tels que : 
- Vivre en couple (émission Le jour où j'ai dit oui, Mariage mode d'emploi) ;
- Cuisine (émissions Chéri qu'est-ce qu'on mange ? présentée par Jacky et Sophie Dudemaine, Mincir de Plaisir  présentées par Carine Aigon) ;
- Beauté et forme (émission A la Bonheur! présentée par Charlotte Savreux) ;
- Mode (émission La mode by Barbara présentée par Barbara Bernard).
- Voyance (ID Voyance présentée par Sophie Favier et Claude Alexis).

Parmi les animateurs figurent Charlotte Savreux, Sophie Dudemaine, Carine Aigon, Sophie Thalmann.

## Séries
- Mannix

## Émissions
- Harry Loves Lisa : télé-réalité suivant la vie du couple de comédiens Lisa Rinna et Harry Hamlin dans leur maison à Los Angeles.

- Terreur chez le Coiffeur (Tabatha Takes Over) : Tabatha Coffey vient en aide à des salons de coiffeurs en détresse.

- Carson : mission relooking (Carson Nation) : Carson Kressley parcourt les petites villes à bord d'un bus afin de relooker des personnes.

- Top Créa (Craft Wars) : Tori Spelling présente cette émission qui met en compétition des créateurs de gadgets en tout genre.

- SOS Nannie (Super Nanny) : Jo Frost débarque dans des familles survoltés où les enfants font la loi afin de remettre de l'ordre.

- 8 à la Maison (Jon and Kate plus Eight) : La vie de famille des Gosselin, un couple plus ou moins ordinaire, qui a 6 enfants.

- 9 à la Maison (9 By Design) : Robert et Cortney, qui sont les heureux parents de 7 enfants, dirige une entreprise de décoration à Manhattan.

- Opération Déco avec les Novogratz (Home by Novogratz) : Robert et Cortney Novogratz jonglent entre responsabilité familiale avec leurs 7 enfants et responsabilité professionnelle avec leur entreprise de design.

- Amish in the City (Breaking Amish) : Un groupe d'Amish quitte leur civilisation habituelle pour découvrir la grande ville de New York.

- Cake Boss : Le quotidien d'une entreprise familiale de pâtisserie dans le New Jersey entre la fabrication des gâteaux et les relations personnelles entre les différents employés de la boutique.

- Des filles et des gâteaux (D.C. Cupcakes) : Le quotidien de deux sœurs et partenaires en affaires qui dirigent ensemble  une boutique de cupcake à Washington D.C.

autres émissions
- Mon incroyable Cake Designer
- Mon incroyable mariage Gypsy
- Ne le dites pas à la mariée
- J'ai dit « Oui » à la Robe
- J'ai dit « Oui » à la Robe : Atlanta
- Pitbulls et prisonniers
- Anna & Kristina : recettes à l'essai
- Anna & Kristina : mode et beauté
- Projet haute couture
- Les Reines du troc
- Poussettes et talents hauts
- Côté Cuisine émission de télévision culinaire présentée par Julie Andrieu

## Diffusion
Elle était au début en exclusivité sur CanalSat et Numéricâble jusqu'en 2011 où elle arrive chez les opérateurs ADSL. À la suite du recentrage de l'offre éditoriale de Canalsat, elle cesse sa diffusion sur satellite et sur CanalSat le 31 mars 2014.
Vivolta était diffusée sur les réseaux des FAI français (Orange, SFR et Free), sur certains réseaux câblés en France, Belgique, Luxembourg (Numericable, BeTV et Belgacom TV) et en Suisse.